# Darda
Darda est un village et une municipalité située dans le comitat d'Osijek-Baranja, en Croatie. Au recensement de 2001, la municipalité comptait 7 062 habitants, dont 51,87 % de Croates, 28,43 % de Serbes et 8,23 % de Magyars ; le village seul comptait 5 394 habitants.

## Localités
La municipalité de Darda compte 4 localités :
- Darda
- Mece
- Švajcarnica
- Uglješ